# Летучий дракон
Летучий дракон, или обыкновенный летучий дракон (лат. Draco volans) — вид ящериц из семейства агамовых, обитающий в Юго-Восточной Азии.

## Описание

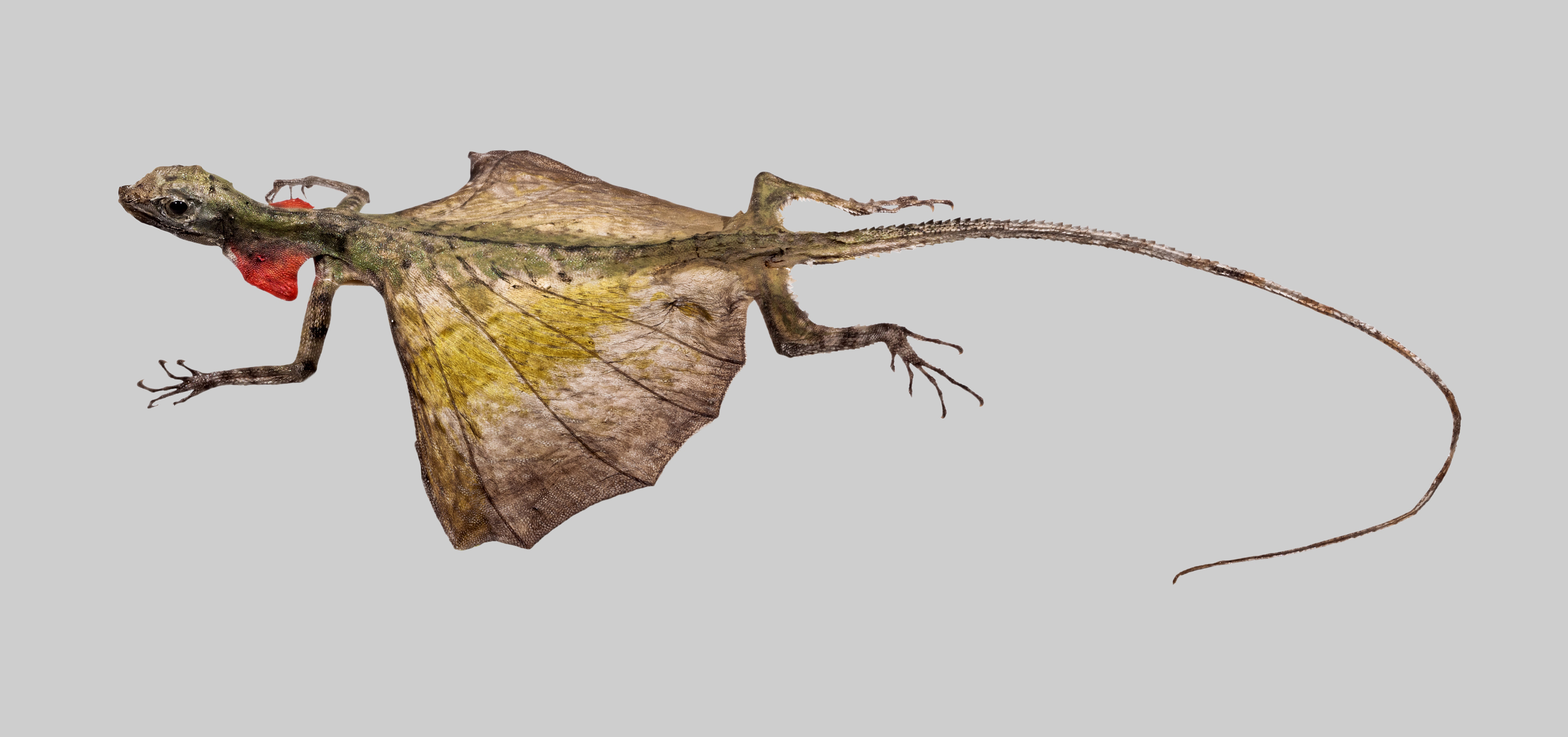

Длина представителей вида — до 220 мм. Самцы достигают 195 мм в длину, а самки 212 мм, включая тонкий хвост протяжённостью приблизительно 114 мм у самцов и 132 мм у самок.
По бокам тонкого приплюснутого тела расположены широкие кожистые складки, натянутые между шестью так называемыми ложными рёбрами. При их открытии образуются своеобразные «крылья», с помощью которых драконы могут планировать в воздухе на расстояние до 20 м. У самцов на горле располагается специальная кожная складка, выдвигающаяся вперёд. Она служит стабилизатором тела при полете.
От других видов рода обыкновенный летучий дракон отличается рядами прямоугольных коричневых пятен на верхней части «крыльев». На нижней их части — чёрные пятна. Имеется некоторый половой диморфизм: нижняя сторона «крыльев» у самцов голубого цвета, а у самок — жёлтого; кроме того, самцы имеют на шее длинную заострённую кожную складку ярко-жёлтого цвета, тогда как у самок она меньшего размера и не жёлтая, а  синевато-серая.

## Образ жизни
Живут в кронах деревьев тропических лесов, где проводят значительную часть своей жизни. На землю спускаются только в двух случаях — для откладки яиц и если полёт не удался. Живут они высоко на ветвях деревьев, питаются насекомыми, в основном муравьями и термитами.

## Размножение
Это яйцекладущая ящерица. Самка откладывает 5 яиц. Она оберегает кладку сутки, после этого больше не беспокоится о будущем потомстве. Инкубация длится 32 дня.

## Распространение
Вид распространён в Индонезии (на островах Борнео, Суматра, Ява, Тимор), в Западной Малайзии (включая остров Тиоман), в Таиланде (включая остров Пхукет), на Филиппинских островах (Палаван), в Сингапуре, во Вьетнаме.

## Галерея

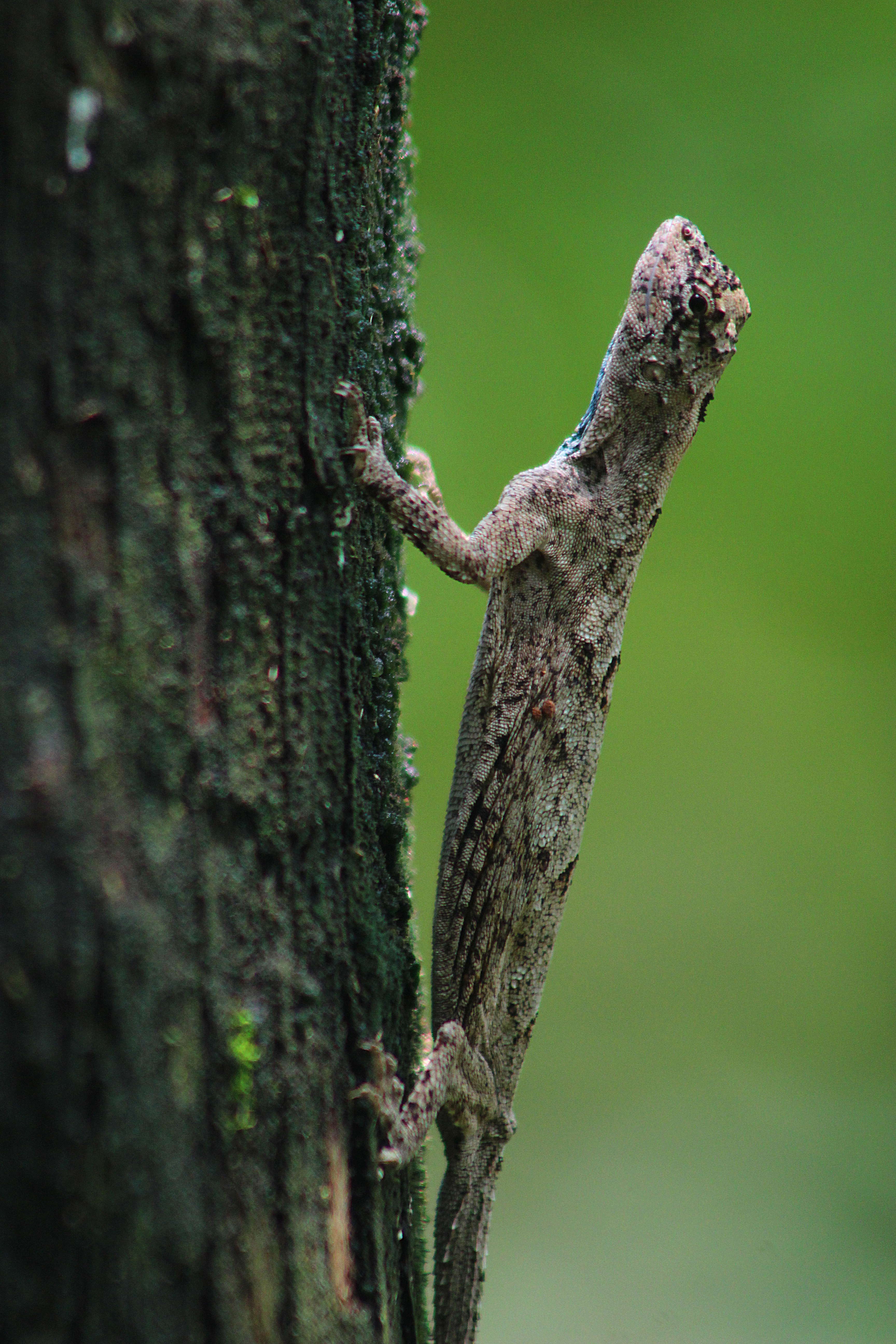
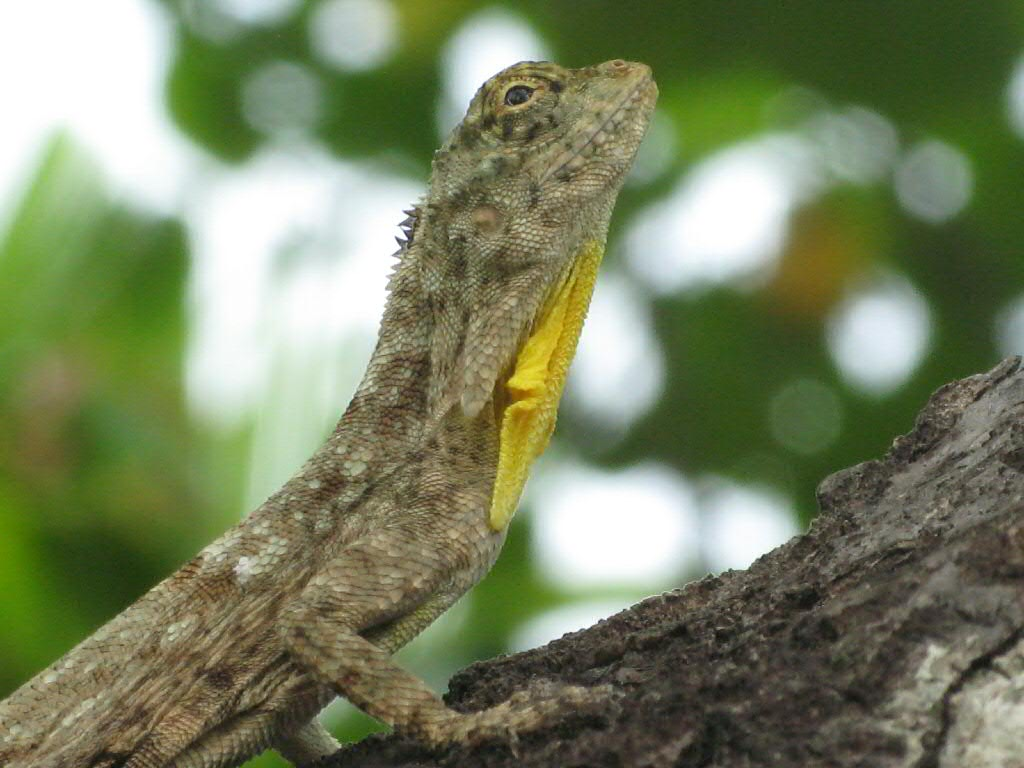
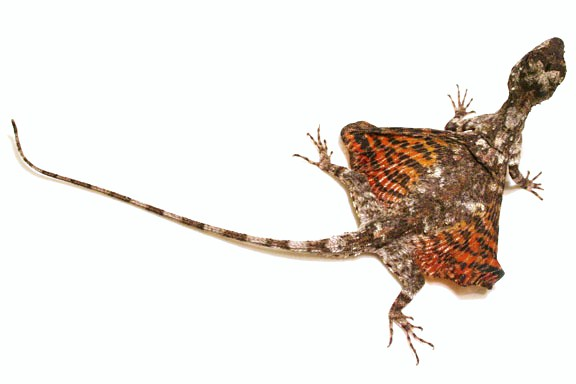